# Carbone (granata)
La granata Carbone fu una bomba a mano italiana impiegata dal Regio Esercito durante la prima guerra mondiale. Prende il nome dal generale Domenico Carbone.

## Storia
L'arma venne adottata nel 1916 e fu impiegata fino alla fine del conflitto nel 1918.

## Tecnica
La Carbone era costituita da una manico in filo d'acciaio che grazie alla sua forma rendeva possibile appendere l'ordigno al cinturone; invece il corpo a frattura prestabilita era fatto in ghisa e aveva una forma cilindrica, solitamente sopra il corpo della bomba era impressa la scritta "GRANATA CARBONE", mentre il coperchio a vite serviva a chiudere il sistema d'accensione e di sicurezza.
Per l'accensione si doveva aprire la coppiglia di sicurezza che fermava la fettuccia a strappo che andava tirata via, poi si doveva accendere la miccia attraverso lo strofinamento della capocchia fosforosa che portava alla deflagrazione della carica di Cheddite dopo circa 7 secondi.
La granata fu prodotta in numerose versioni con differenze nel posizionamento del manico e nel tappo.